# Mihály Ágoston
Mihály Ágoston (n. 23 iulie 1928, Horgoș, Voievodina-Iugoslavia) este un scriitor, filolog și lingvist maghiar, profesor universitar la Universitatea din Szabadka (Voievodina-Serbia).